# Balança (instrument)

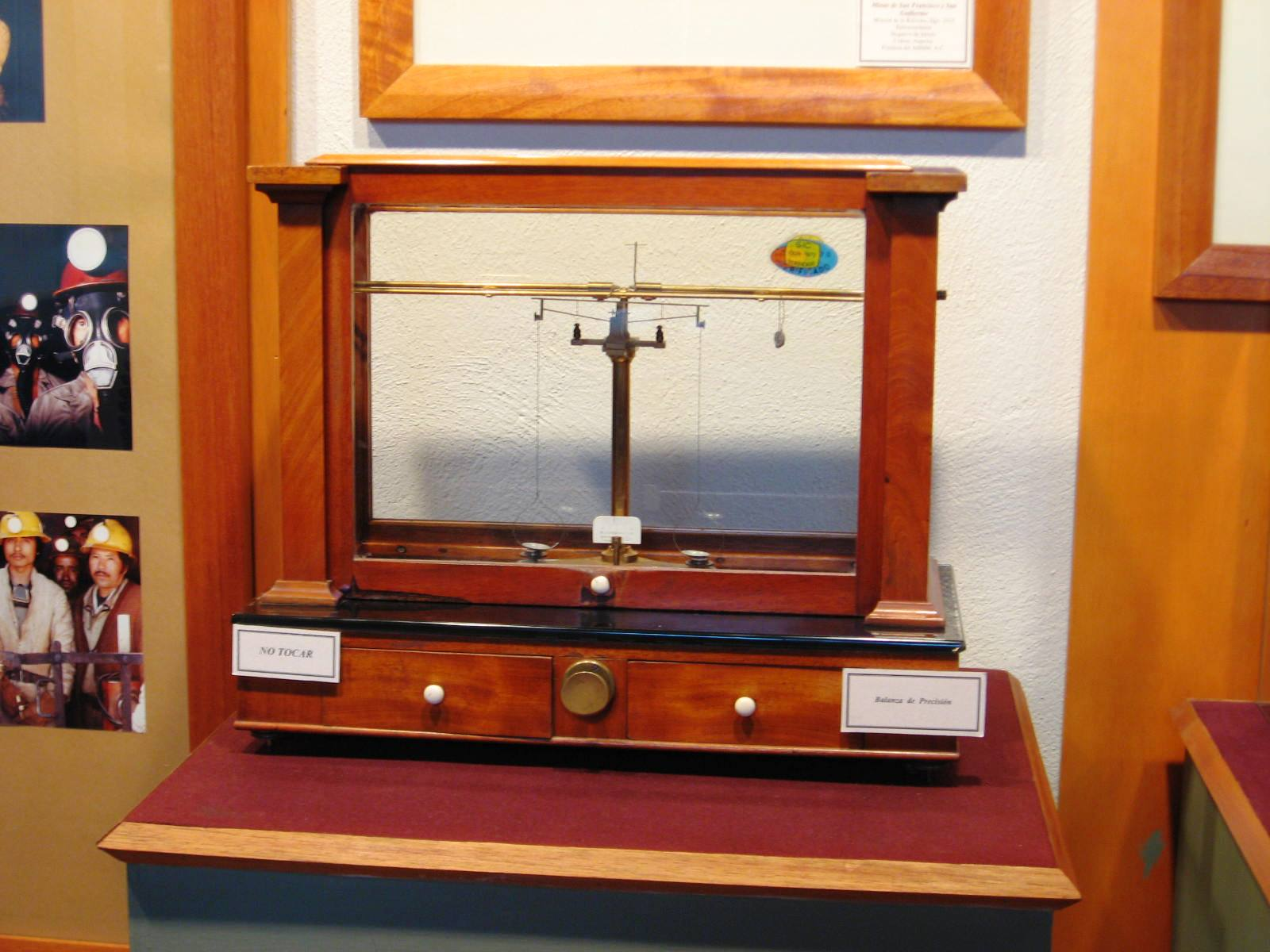
Balança de precisió per al pesatge de plata i d'or a l'Arxiu Històric i Museu de Mineria a Pachuca, Mèxic

Una balança (del llatí bis, «2 vegades», i lanx, «plat, safata») és un instrument de mesura que serveix per a avaluar el pes o la massa d'un objecte. Les balances s'usen per a amidar el pes, o la massa - en la ciència i la tècnica- de diferents objectes materials, àdhuc d'una persona, i a la indústria i el comerç les balances serveixen per moltes aplicacions diferents, i segons molts diferents ordres de magnitud, des de petites quantitats de materials en el laboratori, fins a transports pesants (diverses tones).
De l'ús d'una balança se'n diu pesar. L'acció i efecte de pesar es denomina pesada.
Un balancer (femení: balancera) és la persona que fa o fabrica balances, i també, a vegades, aquell que té l'ofici de pesar, segons el DIEC. La balança és el símbol de la justícia, que calibra els arguments a favor i en contra de cada cas (sovint es representa per una dona amb els ulls embenats).

## Descripció

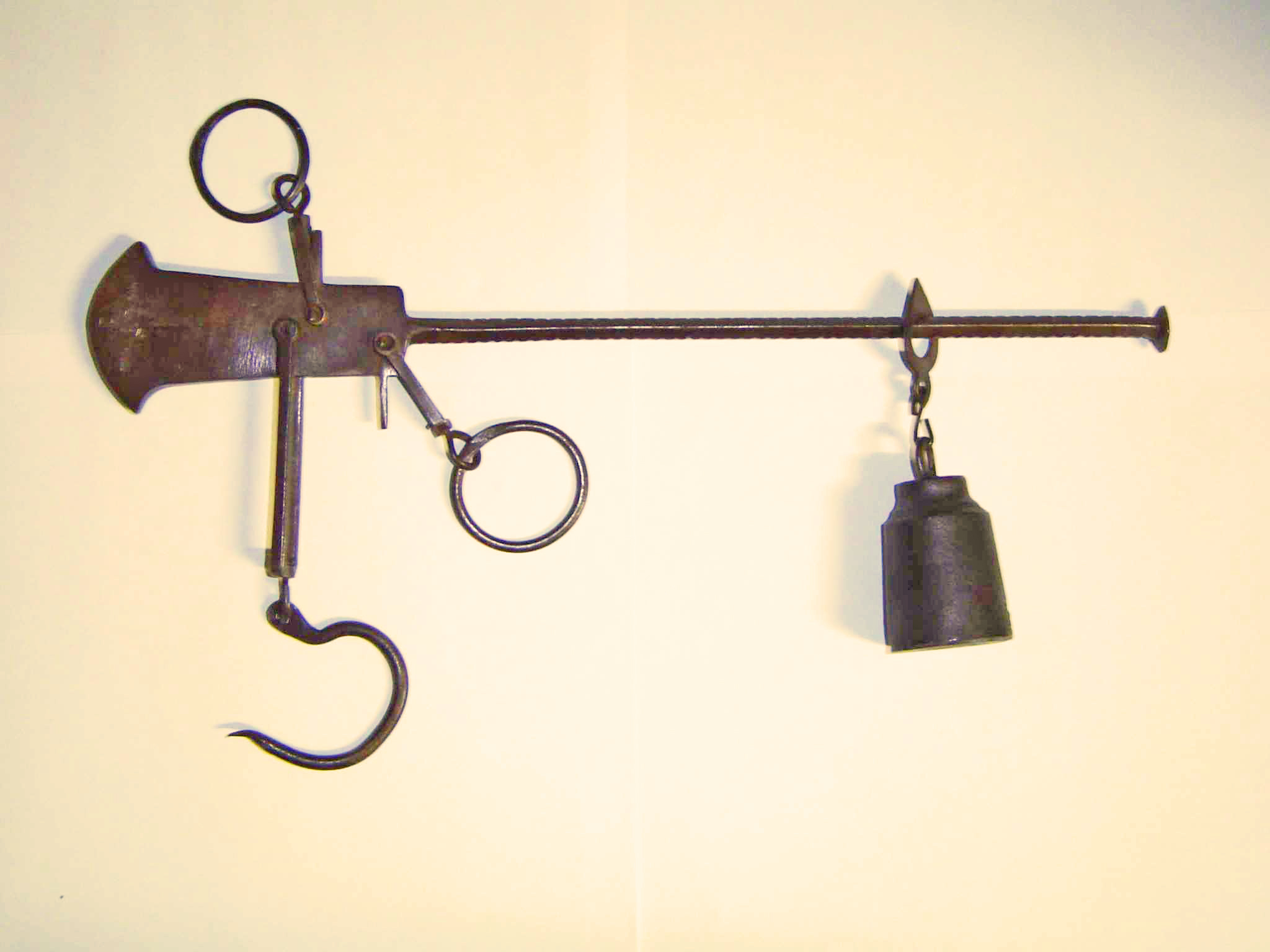
Figura 1. Una balança romana moderna, feta seguint el model de la statera.

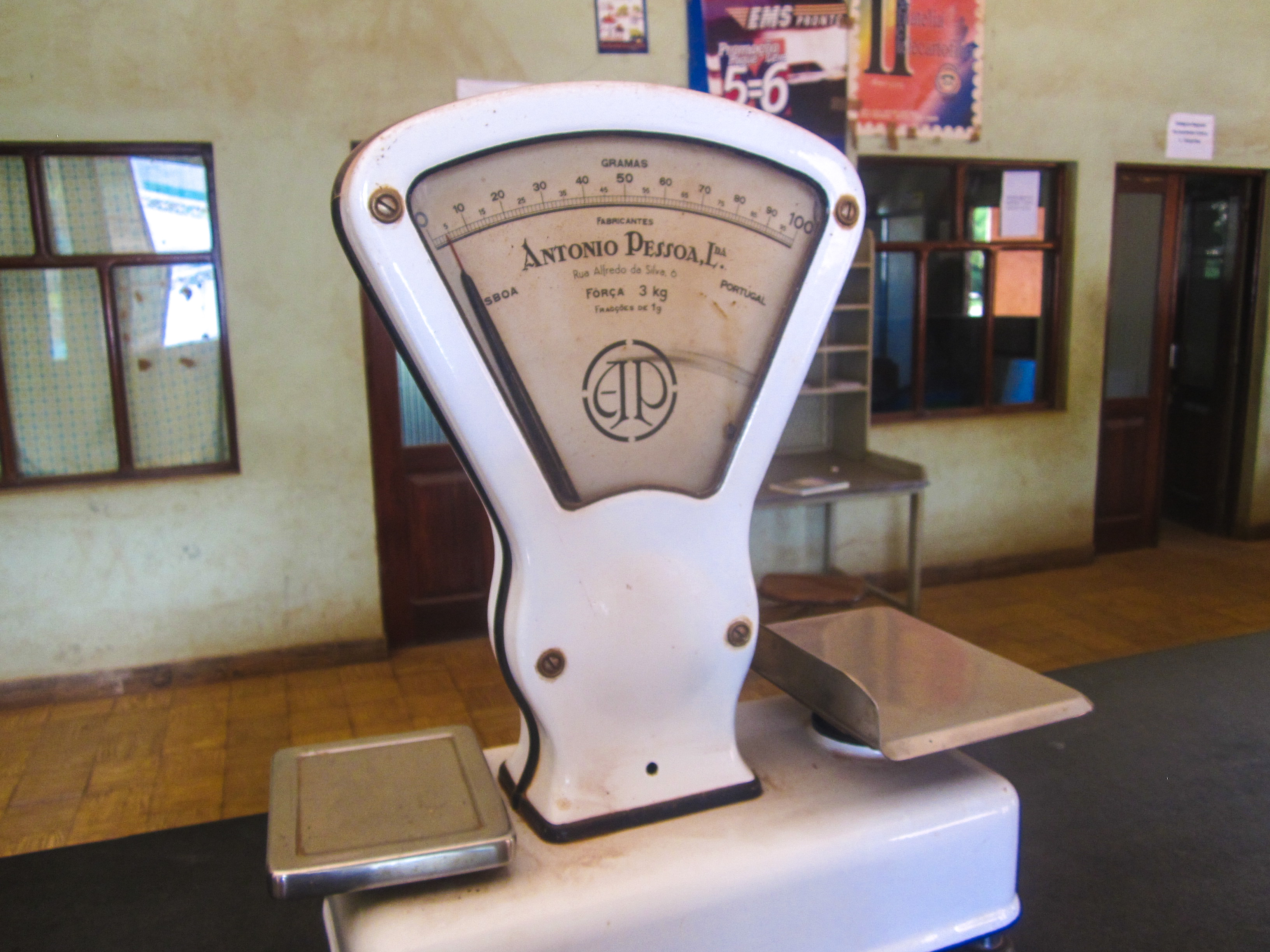
Figura 2. Balança amb indicador de pes.

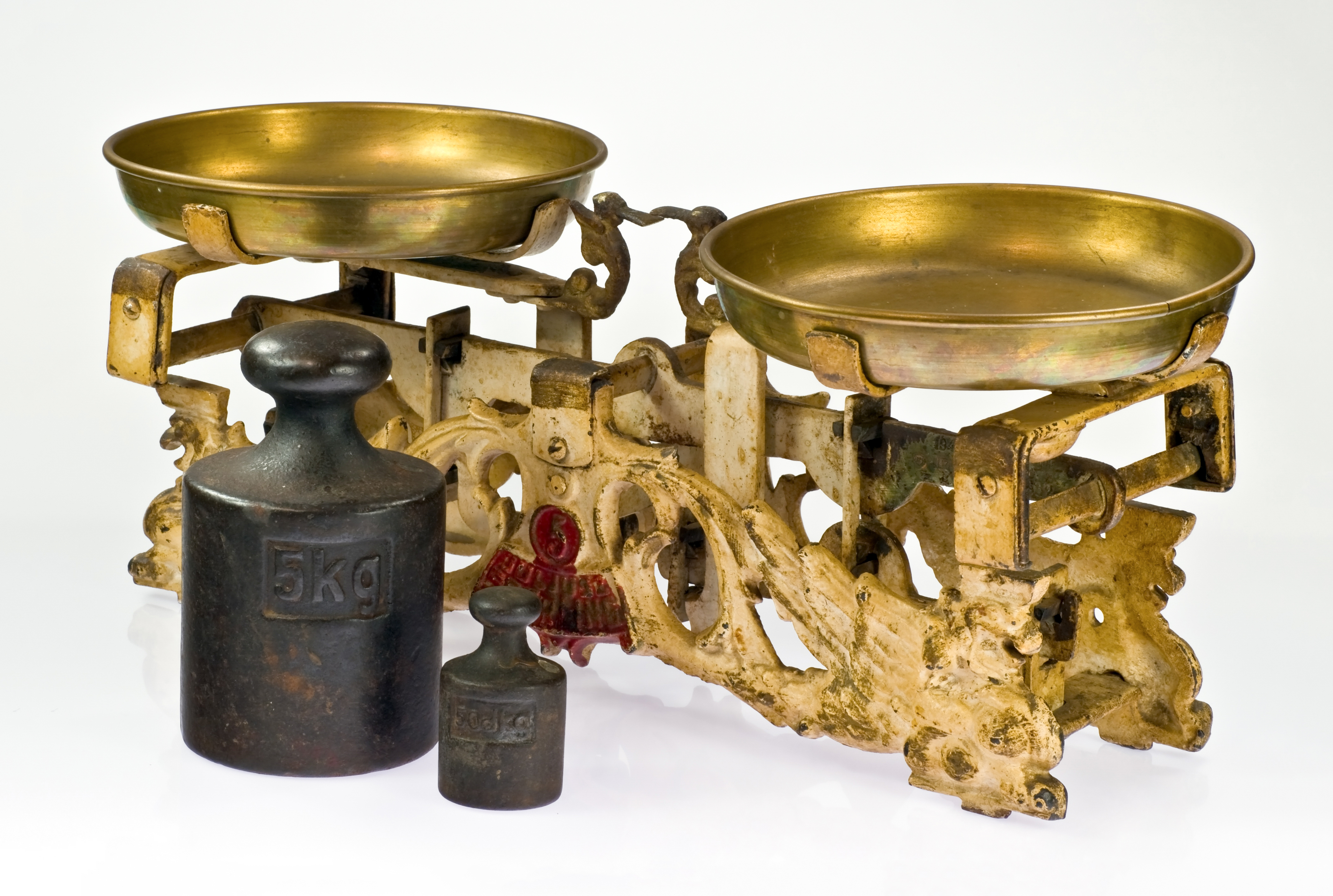
Figura 3. Balança de Roberval.

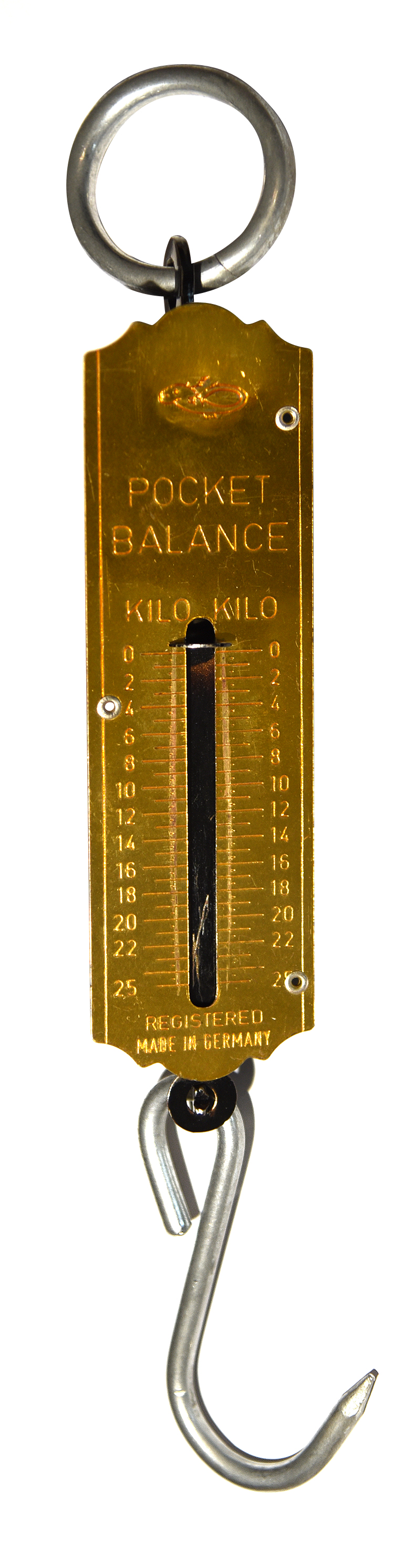
Figura 4. Balança de molla.

Els diversos tipus de balances existents poden ser descrits de forma simplificada abans d’entrar en detalls sobre el seu funcionament.

### Balança romana
(Vegeu la figura 1). En la versió més senzilla consta d’una palanca amb un ganxo de suspensió del conjunt i un ganxo per a penjar-hi l’objecte a pesar. La palanca consta de dos braços molt desiguals definits per ganxo de suspensió. El braç curt ha de suportar els objectes a pesar. Sobre el braç llarg es pot desplaçar un pes anomenat piló.
- Entre altres, hi ha una versió xinesa de la romana.[9]

### BalançaRoberval(1669)
La balança de Roberval consta d’una palanca horitzontal amb tres ganivetes, amb dos braços iguals. Els extrems d’aquests suporten dos platerets. El moviment en un pla vertical va guiat per dues tiges verticals unides a una contra-palanca. La palanca, la contra-palanca i les tiges formen un paral·lelogram. La contra-palanca acostuma a estar amagada dins del cos de la balança.

### Balança Béranger
Segons la figura 2, l’aspecte exterior és molt semblant a la balança de Roberval. El mecanisme de les palanques és diferent. D’una banda, per a cada plateret, hi ha un braç superior que correspon a la meitat de tota la palanca principal. El plateret considerat va suportat per una tija vertical «ancorada» en una barra inferior. Aquesta barra es mou conservant l’orientació horitzontal. La tija sempre es mou verticalment.

### Balança tradicional de columna i platerets
(Vegeu la figura 2). La balança tradicional s'anomena de columna perquè consta d’una base en forma de columna que suporta una palanca susceptible de poder girar lliurement en un pla vertical. El punt d’oscil·lació determina dos braços iguals. A cada extrem penja un plateret o safata.

### Balança de molla
(Vegeu la figura 4). Consisteix en una molla fixada en l'extrem superior i l'extrem inferior te un ganxo per enganxar l'objecte a pesar. Funciona d'acord amb la llei de Hooke.

## Història
Si bé les balances apareixen ja en els jeroglífics egipcis representades en nombroses pintures murals i papirs —en el Llibre dels morts (qualsevol mòmia d'una persona de classe alta en solia tenir un) apareix sovint la balança de la deessa Maat en la qual es pesa el cor del difunt, fent de pes la ploma de la deessa— no fou fins al segle xix quan esdevingueren vertaders instruments de precisió.
En l'antiguitat, els funcionaris verificaven la justesa del pes dels negociants i dels comerciants amb l'ajuda de patrons de mesura. Els primers patrons, realitzats en coure o bronze, foren realitzats a Àsia i a Egipte abans de la invenció de la moneda.
A la Roma antiga hi havia ja diversos tipus d'instruments de pes. Els nostres en són descendents. La trutina era utilitzada per a les pesades grosses, la moneta per a les petites. La statera és la balança que diem avui romana. Permet utilitzar un sol instrument per pesar. La libra és la unitat de mesura (lliura) i correspon al pes de la moneda as, aproximadament 327 grams. Aquest pes es divideix en 12 unces d'aproximadament 27,29 g.
A la fi del segle xii, Felip II de França (Felip August), reemplaçà la unitat de pes (la lliura) pel marc, que continuarà sent la unitat de pes fins a 1795. El marc ja existia en molts països d'Europa, però amb valors diferents de pes.

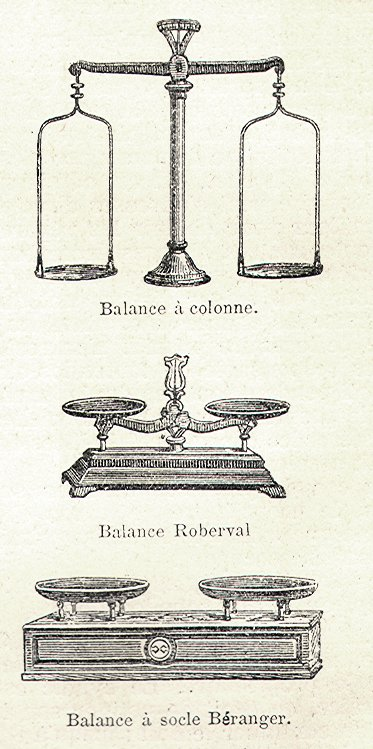
Figura 2. Diferents tipus de balança (de columna, Roberval i Béranger).

El segle xvi és el període del desenvolupament de les capses de pesos utilitzades per a les petites pesades. Aquestes petites capses de fusta, d'aproximadament 15 cm de longitud, contenien una balança amb braços iguals sobre una columna desmuntable, així com els seus pesos. Molt escampades pels comerciants, servien per verificar la massa de les peces d'or i de plata en circulació. Els pesos continguts en aquestes capses s'anomenaven dits «pesos monetaris». Cadascun d'aquests pesos era ajustat sobre el pes legal d'una moneda determinada i sovint a la seva efígie.
En el segle xvii la invenció de Roberval (vegeu més baix) revolucionà el pesatge. És la primera vegada que es té la idea de posar les safates sobre el travesser basculant i no a sota.
En el segle xviii Lavoisier perfeccionà la balança i els principis del pes. En generalitzà l'ús als laboratoris, després haver-ne concebuda una de molt sensible (prop del mil·ligram).
En el segle xix el sistema arcaic dels pesos i mesures pròpies de cada ciutat o de cada regió és qüestionat en el moment de la revolució francesa. Els beneficis del sistema mètric, establert a França el 1795 i declarat obligatori l'1 de gener de 1840, i l'ús d'un patró únic per a tot el país, s'estenen a tots els països progressivament. Les formes dels pesos són d'altra banda reglamentades:
- un model cilíndric amb un mànec de coure,
- un model hexagonal o rectangular en fosa de ferro, proveït d'un anell.

Els diferents tipus de balança no han evolucionat des del segle xvii. Caldrà esperar les millores degudes a Louis Poinsot el 1821 perquè la balança anomenada de Roberval s'estengui molt àmpliament. Un decret ministerial autoritza «l'admissió, la comprovació i l'encunyament de la balança Roberval».
La balança Roberval és perfeccionada per Béranger que aconsegueix reduir les forces laterals i els fregaments utilitzant petits braços secundaris que reemplacen les tiges de força.
És igualment en aquesta època que apareix el pont-bàscula que permet, gràcies a la «palanca compensada» inventada a Anglaterra, realitzar grans pesades sense utilitzar dinamòmetres massa gruixuts.
En el segle xx les balances «Roberval» i «Béranger» són a tots els taulells dels comerciants quan apareix, al final del segle xix, la «balança automàtica» constituïda per una esfera graduada, circular o en forma de ventall on es pot llegir directament el pes de l'objecte pesat.
Més recentment, aquestes balances seran reemplaçades per les «balances electròniques» que imprimeixen directament el pes i el preu corresponent.
La família Arisó va fundar l'empresa E. Arisó y Cia S.A., referent espanyol de la fabricació de balances, bàscules i caixes de cabals.

## Funcionament de la balança
Primer s'ha de distingir entre pes i massa magnituds físiques fonamentalment diferents:
- La primera és una força, és a dir, una magnitud vectorial definida per una magnitud escalar (la intensitat de la força) i la direcció (la del sentit en què fa moure la força al seu objecte, en el cas del pes la vertical).
- La segona és una magnitud escalar definida per un nombre i per la seva "dimensió física".

Aquestes dues magnitud estan relacionades per l'equació fonamental de la dinàmica:
{\displaystyle F=m\cdot a}
Segons les lleis descobertes per Isaac Newton la força es igual a la massa multiplicada per l'acceleració. En el cas del pes (una força) es pot escriure:
{\displaystyle F=m\cdot g}
Mentre la massa és una qualitat intrínseca de la matèria, el pes depèn del valor de g, l'acceleració de la gravitació, terrestre, per la qual cosa pot canviar d'un lloc a l'altre.
Des del punt de vista científic, encara que s'expressi amb el mateix nombre, el pes i la massa són entitats diferents.
La balança és un instrument de mesura basat en les lleis de la mecànica, i funciona cercant l'equilibri entre dues forces, que poden ser de natura diferent. De fet hi ha dos tipus de balances. N'hi ha que comparen dos pesos: el resultat de la seva mesura és, doncs, una massa. En canvi, si es compara el pes amb la força de torsió —com fan els dinamòmetres, les balances pneumàtiques i les balances elèctriques— el resultat de la mesura és un pes.

## Tipus de pesada
Segons la referència adjunta hi ha tres tipus de pesada:
- la pesada directa
- el mètode de Gauss, de doble pesada o de transposició[31]
- el mètode de substitució o de Borda[31]

## Simbolisme

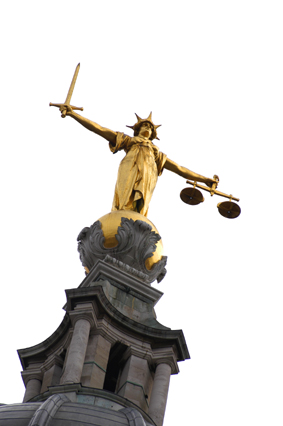
"Lady Justice" sostenint una bàscula de balança de 2 plats i una espasa: Estàtua de la Justícia, Tribunal Penal Central, Londres, Regne Unit

La balança s'ha utilitzat des de l'antiguitat com a símbol de la justícia i del dret, atès que representava el mesurament mitjançant el qual podia donar a cadascú el que és just i necessari en cada cas.
Les balances també s'utilitzen àmpliament com a símbol de les finances, el comerç o el comerç, en els quals han tingut un paper vital i tradicional des de l'antiguitat. Per exemple, les balances estan representades al segell de Departament del Tresor i la Comissió Federal de Comerç dels Estats Units d'Amèrica.

Segell del Departament del Tresor dels Estats Units
Segell de la Comissió Federal de Comerç dels Estats Units

Les balances també són el símbol del signe astrològic Balança.
Les balances (específicament, una balança de bigues de dues safates en un estat d'igual equilibri) són el símbol tradicional del pirronisme que indica l'equilibri igual d'arguments utilitzats per induir l'Epokhé.